# Aneta Serafin
Aneta Serafin – polska zawodniczka i trenerka judo posiadająca 2 stopień Dan. Zdobywczyni złotego medalu na Mistrzostwach Europy, oraz wielokrotna medalistka Mistrzostw Polski w Judo.
Trenerka w Międzyszkolnym Klubie Sportowym MKS VIS w Skierniewicach, prowadzonym przez Zbigniewa Ciesielskiego 2 Dan.
Na wszystkich zawodach występowała pod panieńskim nazwiskiem Przybysz.

## Wyniki Mistrzostw Polski
- Mistrzostwa Polski w Judo 1991
- Mistrzostwa Polski w Judo 1993
- Mistrzostwa Polski w Judo 1994
- Mistrzostwa Polski w Judo 1995